# Seidner Imre
Seidner Imre (írói álneve: Forbáth Imre; betűjegyei: -er -re, ES, S. I.; Soborsin, 1902. december 18. – Soborsin, 1983. december 16.) erdélyi magyar újságíró, író.

## Életútja, munkássága
Középiskolai tanulmányait szülővárosában végezte (1920). Érettségi után aradi és temesvári lapok (Aradi Közlöny, Aradi Hírlap, Arad és Vidéke) újságírója volt, egészségvédelmi lapot is szerkesztett (Vegetarianus, mindössze két számot ért meg). Pikáns, erotikus novellákat közölt a temesvári Kaviárban. Temesváron a Pán Könyvtár sorozatában adták ki Genovéva hercegnő bőre c. könyvecskéjét (Monoki István bibliográfiája szerint a szerző Fekete Tivadar). Az 1920-as évek közepétől az Aradi Hírlap belső munkatársa lett, majd éveken keresztül (1928–33) tudósította az aradi lapokat, a Brassói Lapokat, Az Estet, valamint a berlini Querschnittet Genfből, a Népszövetség üléseiről.
Neves riportalanyai voltak Nicolae Titulescu, az akkori genfi román küldöttség vezetője, Sonja Henie, Thomas Mann, Rabindranáth Tagore, Stefan Zweig, Josephine Baker, Beniamino Gigli. Svájci élményeit Erika (Arad, 1938; 2. kiad. 1939) és Napsugár a Mont Blancon (3. kiadása uo., 1945) c. regényeiben dolgozta fel. 1933–40 között Bukarestben élt, az Erdélyi Hírlapot és a Nagyváradi Friss Újságot tudósította; szerkesztette a francia–magyar kétnyelvű Balkan Press Buletint és a román–magyar kétnyelvű Economic Presst.
A második világháborút követően magyar nyelv és irodalom szakos tanár lett, aradi peremkerületi iskolákban tanított (1962-ben szerzett tanári oklevelet a BBTE-n), majd az aradi Pionírpalotában a magyar nyelvű színjátszó csoportot irányította. A Genius – Új Genius Antológia (Bukarest, 1974) számára elkészítette a két folyóirat repertóriumát. Újságírói élményeiről az aradi Tóth Árpád Irodalmi Körben is beszámolt (Művelődés, 1981/3).

## További kötetei
- A vásott férfi. Ősz a jachton (Karinthy Frigyes előszavával, Arad, 1926)
- A völgy asszonya : színmű (Arad, 1948)